# Estación San Francisco F
San Francisco era una estación de ferrocarril de la localidad del mismo nombre, departamento San Justo, Provincia de Córdoba, Argentina.

## Historia
La estación fue habilitada en 1903 por el Ferrocarril Provincial de Santa Fe cuando se habilitó el tramo en esta estación y Villa María.
En los años 1950 absorbió el tráfico que pasaba por la estación San Francisco CC que quedó desafectada por quedar en medio de la ciudad que ya había mostrado su expansión, quedando así esta estación como única de trocha angosta habilitada en la ciudad.

## Servicios
No presta servicios de pasajeros, sólo de cargas semanalmente y con más intensidad en épocas de cosecha fina y gruesa hacia los puertos de Rosario y la zona.
Hasta 1993, San Francisco era una de las estaciones donde paraba el tren "El Cinta de Plata" que unía Retiro con Salta y Jujuy, vía Rosario, Córdoba y Tucumán. Era uno de los servicios principales del Ferrocarril Belgrano. Desde entonces no corren trenes de pasajeros, aunque han existido proyectos e iniciativas para restaurar algún servicio local que una San Francisco con Córdoba.